# Néguentropie
La néguentropie est une « entropie négative », une variation générant une baisse du degré de désorganisation d'un système. Elle équivaut par conséquent à un facteur d'organisation des systèmes physiques, biologiques, écologiques et éventuellement sociaux et humains, qui s'oppose à la tendance naturelle à la désorganisation (entropie). Elle est une caractéristique essentielle des êtres vivants.
Selon le principe de néguentropie de l'information, l'information ne peut être obtenue qu'en empruntant de la néguentropie à un système physique, par l'intermédiaire d'un appareil de mesure[pas clair].
Pour désigner la néguentropie, dans certains contextes, on emploie aussi parfois le nom de syntropie (nom proposé par Albert Szent-Györgyi)[réf. souhaitée].

## Histoire
L'entropie a été initialement introduite, à la suite des travaux de Sadi Carnot (Réflexions sur la puissance motrice du feu), par Rudolf Clausius (Sur diverses formes facilement applicables qu'on peut donner aux équations fondamentales de la théorie mécanique de la chaleur, 1865).
Le terme de « néguentropie » a été créé plus tard, dans le contexte d'un grand débat scientifique, par plusieurs physiciens, dont, en 1944, l'autrichien Erwin Schrödinger, dans son ouvrage Qu'est-ce que la vie ? pour expliquer la présence de « l'ordre » à l'intérieur des êtres vivants et leur tendance à s'opposer au chaos et à la désorganisation qui régit les systèmes physiques, puis développé et mis en perspective à partir des travaux du mathématicien Claude Shannon par le physicien français Léon Brillouin, dans son ouvrage La Science et la théorie de l'information (1956),. La néguentropie ne contredit pas les travaux de Sadi Carnot.
L'entropie est énoncée, dans le second principe de la thermodynamique de Rudolf Clausius, comme spontanément croissante en système isolé. Sous cette condition, la notion de néguentropie est donc nécessairement limitée dans le temps ou l'espace ou ne peut s'appliquer qu'à un système ouvert.
D'origine thermodynamique, la néguentropie est donc utilisée en systémique comme synonyme de la force de cohésion. Norbert Wiener la décrit ici socialement comme une traduction physique de l'information.
On parle dans l'étude de système dynamique de « dysentropie ». Dans un tel système, une néguentropie partielle mène à un état d'auto-organisation de niveau supérieur par un phénomène de percolation.
Bernard Stiegler et Michel Serres, qui défendent[pas clair] la néguentropie, se réfèrent au livre de Sadi Carnot.
Philippe Guillemant dit aussi que la conscience organise le monde. Ce type d'hypothèses qui cherchent à faire un « pont » entre la science et la spiritualité n'a néanmoins aucune valeur scientifique. On parle à leur sujet d'intrusion spiritualiste dans le domaine scientifique.
Nassim Haramein a démontré sous la forme d’équations mathématiques, que le champ d’énergie quantique (pas clair), dans lequel baigne (pas clair) toute matière , interagit avec celle-ci. Cette interaction constante produit alternativement des phénomènes d’organisation de la matière (néguentropie) et de désorganisation de celle-ci (entropie). Dans nos civilisations humaines ancestrales, ce champ d’énergie est également nommé - en termes non scientifiques - Conscience, conscience non locale, Amour, Dieu.
Jean-Pierre Petit explique que les gaz fonctionnent avec plusieurs dimensions de vitesses. Avec les masses négatives, il élabore ainsi un modèle de galaxies à plusieurs dimensions de vitesses.
Maxime Nechtschein en propose une approche du devenir de nos sociétés.
David Elbaz parle d'organisation de l'univers.

## Exemples et applications

### Interprétation en termes d'énergie
En prenant l'exemple d'une cellule, on peut voir la vie comme une forme de néguentropie. Elle tend à conserver sa néguentropie, c’est-à-dire une organisation, une structure, une forme, un fonctionnement, et cela grâce à la consommation d'énergie, venant de l'extérieur de la cellule. Une cellule morte n'entretient plus cette néguentropie, donc elle se désagrège.

### Interprétation en termes d'information
Ce qui rend possible le maintien d'une structure « ordonnée » (capable de s'adapter en permanence à un environnement changeant) : ce sont les voies de communication sélectives entre le corps de la cellule et son environnement. Les membranes des cellules sont poreuses, mais seulement de façon sélective ; si une cellule perd cette capacité de sélection dans ses échanges avec son environnement, elle meurt rapidement, notamment sous l'effet de toxines dont elle ne peut plus se protéger.
À une échelle beaucoup plus large, la planète Terre n'est pas un système isolé : elle reçoit de l'énergie, essentiellement solaire, réémet une partie vers l'univers, et, au passage, une partie est captée par les formes de vie sur Terre, contribuant à donner cette vision de néguentropie présentée par Schrödinger .

### Agriculture syntropique
Cette forme d'agriculture, de type Agroforesterie, et/ou permaculture à haute productivité ou parfois d'aquaculture, vise à s'inspirer des systèmes naturels néguentropiques pour augmenter la productivité d'une parcelle agricole en tirant parti de la biodiversité plutôt que d'une monoculture,,. Elle s'inscrit parfois dans une agriculture de restauration écosystémique, de renaturation et/ou de puits de carbone visant à limiter les effets des émissions de gaz à effet de serre